# Bay City (Oregón)
Bay City es una ciudad ubicada en el condado de Tillamook en el estado estadounidense de Oregón. En el año 2007 tenía una población de 1,230 habitantes y una densidad poblacional de 349 personas por km².

## Geografía
Bay City se encuentra ubicada en las coordenadas 45°31′21″N 123°53′21″O / 45.52250, -123.88917.

## Demografía
Según la Oficina del Censo en 2000 los ingresos medios por hogar en la localidad eran de $33,375 y los ingresos medios por familia eran $41,563. Los hombres tenían unos ingresos medios de $33,558 frente a los $21,827 para las mujeres. La renta per cápita para la localidad era de $18,731. Alrededor del 12.4% de la población estaban por debajo del umbral de pobreza.